# 高加索鱥
高加索鱥（学名：Phoxinus colchicus）为輻鰭魚綱鯉形目雅羅魚科的其中一種，分布於土耳其東部、喬治亞及俄羅斯黑海地區，體長可達8.2公分，棲息冰冷且高溶氧的河流，喜群游，屬肉食性，以無脊椎動物等為食。

## 扩展阅读
維基物種上的相關：高加索鱥
1. ↑  Freyhof, J.; Kottelat, M. . The IUCN Red List of Threatened Species. 2008, 2008: e.T135605A4158630  [18 November 2021]. doi:10.2305/IUCN.UK.2008.RLTS.T135605A4158630.en .